# Puntius didi
Puntius didi är en fiskart som beskrevs av Kullander och Fang 2005. Puntius didi ingår i släktet Puntius och familjen karpfiskar. IUCN kategoriserar arten globalt som livskraftig. Inga underarter finns listade i Catalogue of Life.